# Medusa (Bernini)
Medusa é uma escultura de mármore do monstro epónimo da mitologia clássica. Foi realizada pelo escultor italiano Gian Lorenzo Bernini. A data da sua reprodução é desconhecida, mas assume-se que tenha sido na década de 1630. A obra foi pela primeira vez documentada em 1731 quando apresentada no Palazzo dei Conservatori em Roma, sendo atualmente parte do acervo dos Museus Capitolinos.

## História
O retrato esboça o mito de Medusa, uma Górgona cujos belos cabelos lhe teriam sido transformados em serpentes por Atena, e cujo rosto de tão horrível de se contemplar, a mera visão dele transformaria todos os que o olhassem em pedra. Ao contrário de outras representações de Medusa, assim como Perseu e Medusa de Benevenuto Cellini, a Medusa não é retratada como uma figura derrotada, com a sua cabeça separada do seu corpo, mas antes como um monstro ctónico vivo. A escolha de Bernini em criar uma escultura de mármore pode ter sido uma espécie de trocadilho visual com o próprio mito — ao criar uma versão em pedra de uma criatura viva poder-se-ia transformar os homens em pedra.

## Criação
Nada se sabe sobre a criação da obra, e alguns aspectos da execução dessa escultura comprometem a veracidade sobre a autoria de Bernini sobre a escultura, os mais notórios recaem sobre o peso aparente, as exageradas sobrancelhas e o rude tratamento das serpentes. No entanto, a qualidade sensual carnuda das bochechas e lábios, a precisão polída do seu rosto, a expressão facial do tormento da Medusa e a sua vivida inteligência por detrás da concepção literária e o seu tratamento aponta para uma obra da autoria de Bernini.

## Restauração
Em 2006 foram realizadas consideráveis análises técnicas e de restauração da escultura.

## Exibições fora de Itália
Medusa esteve exposta no Museu Estatal Pushkin de Belas Artes em Moscovo em maio de 2011, como parte do "Ano da Itália na Rússia".  A escultura permanecera em exposição até fevereiro de 19 de 2012 at the California Palace of the Legion of Honor em São Francisco.  A exposição faz parte da "Dream of Rome", um programa com fins de exibir obras de arte de Roma nos Estados Unidos realizado entre 2011 e 2013.